# Weather or Not
Albums de Evidence)
Lord Steppington
(2014)
Weather or Not est le quatrième album studio d'Evidence, sorti le 26 janvier 2018.
Cet opus fait suite à Cats & Dogs, publié en 2011, et conclut la série Weatherman.
L'album s'est classé 187e au Billboard 200.

## Liste des titres
| No  | Titre                                                                                      | Contient un (des) sample(s) de                                                | Durée |
| --- | ------------------------------------------------------------------------------------------ | ----------------------------------------------------------------------------- | ----- |
| 1.  | The Factory (Produit par Twiz the Beat Pro)                                                |                                                                               | 2:58  |
| 2.  | Throw It All Away (Produit par The Alchemist)                                              |                                                                               | 2:57  |
| 3.  | Powder Cocaine (featuring Slug et Catero – Produit par The Alchemist)                      |                                                                               | 2:56  |
| 4.  | Jim Dean (Produit par Nottz)                                                               | Rock Box de Run–DMC Take It Personal de Gang Starr                            | 4:02  |
| 5.  | Weather or Not (Produit par DJ Babu)                                                       | Change de Face Dancer Guaranteed des Dilated Peoples Whether or Not de Sizzla | 4:04  |
| 6.  | Moving Too Fast (featuring Catero – Produit par Evidence)                                  |                                                                               | 1:32  |
| 7.  | Runners (featuring Defari – Produit par Evidence)                                          | Lonely Heart (고독한 마음) de Kim Jung Mi                                     | 3:26  |
| 8.  | Bad Publicity (featuring Krondon – Produit par Nottz)                                      |                                                                               | 4:18  |
| 9.  | Rain Drops (Produit par Twiz the Beat Pro)                                                 | Walkin' in the Rain With the One I Love de Love Unlimited                     | 3:15  |
| 10. | Sell Me This Pen (featuring The Alchemist et Mach-Hommy – Produit par The Alchemist)       | Jordan Speaks at a Seminar (Extrait du film Le Loup de Wall Street)           | 3:54  |
| 11. | Love Is a Funny Thing (featuring Khrysis, Rapsody et Styles P – Produit par The Alchemist) | Cold Lampin' with Flavor de Public Enemy                                      | 4:45  |
| 12. | 10,000 Hours (Produit par DJ Premier)                                                      | Nuthin' but a 'G' Thang de Dr. Dre featuring Snoop Dogg                       | 2:51  |
| 13. | What I Need (Produit par Evidence)                                                         | Rainmaker de Harry Nilsson                                                    | 3:54  |
| 14. | To Make a Long Story Longer (featuring Jonwayne – Produit par Samiyam)                     | Love Is Like an Old Old Man de Spanky Wilson                                  | 4:12  |
| 15. | Wonderful World (featuring Rakaa – Produit par Budgie)                                     |                                                                               | 3:35  |
| 16. | By My Side Too (Produit par Budgie)                                                        | I Know He’s by My Side d'Essie Moss and The Moss Brothers                     | 2:43  |

| 17. | Old Habits (Produit par Twiz the Beat Pro) | 2:27 |